# Barbara Sośnicka
Barbara Sośnicka – polska dyplomatka i urzędniczka mianowana służby cywilnej, ambasador RP w Kolumbii (od 2025).

## Życiorys
Barbara Sośnicka ukończyła studia w Instytucie Orientalistyki Uniwersytetu Warszawskiego, podyplomowe studia w zakresie służby dyplomatyczno-konsularnej przy Polskim Instytucie Spraw Międzynarodowych oraz z zakresu międzynarodowego prawa prywatnego i publicznego w Haskiej Akademii Prawa Międzynarodowego. Odbywała staże w Kolegium Europejskim w Brugii.
W 1987 rozpoczęła pracę w Ministerstwie Spraw Zagranicznych jako aplikantka w Departamencie Europy. W latach 1990–1995 przebywała na placówkach w Managui i Caracas jako attaché kulturalno-prasowy. W latach 1999–2002 pełniła funkcję zastępczyni ambasadora w Belgii, a w latach 2002–2005 zastępczyni ambasadora w Peru oraz konsula RP Ambasady w Limie, z dodatkową akredytacją na Boliwię i Ekwador. W 2005 została naczelniczką, a następnie zastępczynią dyrektora Departamentu Europy. W latach 2007–2008 reprezentowała Polskę w Radzie Zarządzającej Europejskiej Agencji Odbudowy. W 2008 kierowała Ambasadą w Madrycie jako chargé d’affaires a.i. W latach 2010–2012 była naczelniczką w Departamencie Koordynacji Przewodnictwa Polski w Radzie Unii Europejskiej odpowiedzialną za koordynację oraz monitorowanie realizacji zadań komórek organizacyjnych MSZ w zakresie resortowych przygotowań do prezydencji RP w Radzie UE. W latach 2012–2016 była konsulem RP w Sztokholmie. W latach 2016–2018 była zastępczynią dyrektora Protokołu Dyplomatycznego MSZ oraz Sekretariatu Ministra SZ. W latach 2018–2021 sprawowała obowiązki zastępczyni ambasadora we Francji. W styczniu 2025 objęła kierownictwo Ambasady RP w Bogocie, początkowo jako chargé d’affaires a.i., a od kwietnia 2025 jako Ambasador Nadzwyczajna i Pełnomocna Rzeczypospolitej Polskiej w Republice Kolumbii, z dodatkową akredytacją w państwach Antigua i Barbuda oraz Saint Lucia.
11 października 1999 została odznaczona przez Króla Belgów Alberta II Komandorią Orderu Korony Królestwa Belgii.
Zna biegle języki: angielski, hiszpański i francuski. Posługuje się także niemieckim i niderlandzkim.